# Can Planes Vell
Can Planes Vell és un monument del municipi de Santa Coloma de Farners (Selva) inclòs en l'Inventari del Patrimoni Arquitectònic de Catalunya.

## Descripció
És una casa de dues plantes i golfes que originalment tenia una estructura basilical però posteriorment una vessant quedà alterada i no es conserva l'estructura basilical. La coberta és amb vessants a laterals i cornisa catalana. La portalada és quadrangular i té llinda monolítica que descansa sobre impostes. Es conserva el número 29 en una placa, al costat esquerre de la porta principal. Destaca la finestra central que és d'estil gòtic amb un arc conopial lobulat amb impostes decorades. Les finestres són emmarcades amb pedra i ampit motllurat i una d'elles porta inscrita la data de 1780. La resta d'obertures són quadrangulars envoltades de pedra, n'hi ha una de petites dimensions, al mig de la façana, que es troba tapiada.
Al nivell de les golfes s'han obert uns finestrals tapats amb gelosia de rajols, segurament per habilitar-ho com a assecador. Al costat esquerre s'aprecia que s'hi han afegit altres cossos. També destaca del conjunt, un safareig excavat a la mateixa roca que es troba al davant de la casa. Al davant trobem el paller que ja no té coberta i una altra edificació enrunada. Tot el conjunt està envoltat per un mur de pedra.

## Història
Hi ha notícies documentals de l'any 1371. Can Planes era el centre d'una gran propietat que passà a Can Planes Nou i, més tard, a la Torre d'en Planes.